# Hannah Stilley Gorby
Hannah Stilley Gorby (1746, New Castle, Delaware – 1840, Brandywine, Maryland) byla Američanka, některými zdroji považována za nejstarší narozenou osobu, která byla zachycená na fotografii.

## Životopis
Hannah se narodila v roce 1746 v New Castle v Delaware Jonathanu Stilleymu (1709–1765) a Magdalene Vandeverové (1718–1765). Její rodiče byli američtí kolonisté se vzdáleným švédským původem.  Měla 7 sester a 4 bratry. Provdala se za Josepha Gorbyho (1749–1825) dne 20. prosince 1770 v kostele Svaté Trojice ve Wilmingtonu,  měla s ním 6 dětí.

## Fotografie
Fotografie, daguerrotypie, byla zřejmě pořízena kolem roku 1840. Existuje však mnoho pochybností o spolehlivosti informací a dat. Pravděpodobně jediným zdrojem identifikace fotografického portrétu je kniha Alvy Gorbyho z roku 1936 The Gorby family : origin, history a genealogy. Je v ní však i několik chyb, které zpochybňují spolehlivost informací.
Přesto tuto fotografii mnozí považují za portrét osoby narozené v nejstarším roce.